# Ansty Coombe
Ansty Coombe – wieś w Anglii, w hrabstwie Wiltshire. Leży 20 km na zachód od miasta Salisbury i 146 km na zachód od Londynu.